# Imotica
Imotica falu Horvátországban, Dubrovnik-Neretva megyében. Közigazgatásilag Dubrovačko primorje községhez tartozik.

## Fekvése
A Dubrovnik városától légvonalban 44, közúton 60 km-re, községközpontjától légvonalban 21, közúton 27 km-re északnyugatra a tengermelléken, a Lukovac-hegy lejtőin, a hercegovinai határ közelében fekszik. Több kis településrészből ál, melyek a hegy északkeletre néző lejtőin hosszában sorakozva  fejlődtek ki.

## Története
Területe már ősidők óta lakott. Az itt élt első ismert nép az illírek voltak, akik az i. e. 2. évezredtől fogva éltek itt magaslatokon épített erődített településeken és kövekből rakott halomsírokba temetkeztek. Halomsírjaikból jó néhány megtalálható Imotice területén is többek között a Szent Mihály templom mellett, Vilinska Jamán, Kraljeva Ogradán és több helyen a határában. Az illírek i. e. 35-ig uralták a térséget, amikor Octavianus hadai végső győzelmet arattak felettük. A feltételezések szerint Imotica nevét a római korban kapta, amikor római erődítmény állt itt. A várat, mely alatt Imotica feküdt a latin „in monte” jelzővel különböztették meg a közelben álló másik vártól. Az „in monte” kifejezés aztán az idők során a szláv ajkú lakosság kiejtésében fokozatosan Imoticára változott. A Nyugatrómai Birodalom bukása után 493-tól a keleti gótok uralták a területet. 535-ben Dalmáciával együtt a Bizánci Császárság uralma alá került. A horvátok ősei a 7. században érkeztek Dalmáciába és csakhamar megalapították első településeiket. Ezek elsőként a termékeny mező melletti, ivóvízzel rendelkező helyeken alakultak ki. A Dubrovniki tengermellék hét plébániájával Zahumljéhez tartozott.
1399-ben a Dubrovniki tengermellék a Raguzai Köztársaság része lett, amely 1500 aranydukátért megvásárolta Ostoja bosnyák királytól. A Raguzai Köztársaság bukása után 1806-ban Dalmáciával együtt ez a térség is a köztársaságot legyőző franciák uralma alá került, de Napóleon bukása után 1815-ben a berlini kongresszus Dalmáciával együtt a Habsburgoknak ítélte. 1857-ben 99, 1910-ben 142 lakosa volt. 1918-ban az új szerb-horvát-szlovén állam, majd később Jugoszlávia része lett. A délszláv háború során 1991. október 1-jén kezdődött a jugoszláv hadsereg (JNA) támadása a Dubrovniki tengermellék ellen, mely kifosztotta és felgyújtotta a települést. A háború után rögtön elkezdődött az újjáépítés. 1996-ban újabb csapásként földrengés okozott súlyos károkat. 1997-ben megalakult Dubrovačko primorje község, melynek Imotice is része lett. A településnek 2011-ben 122 lakosa volt, akik főként mezőgazdaságból éltek, mellette a kőfaragás és a falusi turizmus fejlesztése ad perspektívát a településnek.

## Népesség
| Lakosság változása | Lakosság változása | Lakosság változása | Lakosság változása | Lakosság változása | Lakosság változása | Lakosság változása | Lakosság változása | Lakosság változása | Lakosság változása | Lakosság változása | Lakosság változása | Lakosság változása | Lakosság változása | Lakosság változása | Lakosság változása |
| ------------------ | ------------------ | ------------------ | ------------------ | ------------------ | ------------------ | ------------------ | ------------------ | ------------------ | ------------------ | ------------------ | ------------------ | ------------------ | ------------------ | ------------------ | ------------------ |
| 1857               | 1869               | 1880               | 1890               | 1900               | 1910               | 1921               | 1931               | 1948               | 1953               | 1961               | 1971               | 1981               | 1991               | 2001               | 2011               |
| 99                 | 104                | 104                | 125                | 152                | 142                | 111                | 140                | 151                | 167                | 153                | 140                | 125                | 86                 | 85                 | 122                |

## Nevezetességei
- A temetőben álló Szent Anna templomot a 17. században építették barokk stílusban.
- A településtől 1 km-re délnyugatra, a régi Neum-Slano út közelében fekvő Mihály arkangyal-templom[4] a középkorban épült, pontos építési ideje nem ismert. A 19. században átépítették, 1993-ban megújították. Egyhajós épület, téglalap alaprajzzal, apszis nélkül, a harangtorony a nyugati homlokzat fölé emelkedik. Építési módja szerint késő középkori eredetű, erre utalnak a sírköves temető maradványai, amelyekből csak néhány kő maradt meg. A templomtól nyugatra egy őskori kőhalom található, valószínűleg utólagos temetkezésekkel, amelyeket közönséges kőlapokkal fedtek le.
- A Graničnik[5] egy monolit kő, mely egykor a Raguzai Köztársaság  északnyugati határát jelölte. A kő az Imoticéből a régi Neumba vezető út mellett található. A rajta levő felirat „Confine Turco Klep 1728” az 1715 és 1718 között dúlt ún. kis háború után, a pozsareváci béke idején került a kőre. Régen ugyanis a Velencei Köztársaság és a Raguzai Köztársaság között egy török enklávé (Neum, Klek és Sutorinu) helyezkedett el
- Illír halomsírok a Szent Mihály templom mellett, Vilinska Jamán, Kraljeva Ogradán és több helyen a település határában.

## Gazdaság
A helyi gazdaság a mezőgazdaságon alapul, mellette a kőfaragás, a kisállattartás és a határőrzési feladatok adnak munkát az imoticaiaknak.